# Eritrea ai Giochi della XXVII Olimpiade
L'Eritrea ha partecipato alle Giochi della XXVII Olimpiade di Sydney, con una delegazione di 3 atleti. Questa edizione è la prima a cui partecipa la delegazione eritrea.

## Atletica leggera
| Gara    | Atleta         | Batterie | Batterie | Semifinali | Semifinali | Finale   | Finale       |
| Gara    | Atleta         | Tempo    | Pos.     | Tempo      | Pos.       | Tempo    | Pos.         |
| ------- | -------------- | -------- | -------- | ---------- | ---------- | -------- | ------------ |
| 5000 m  | Bolota Asmerom |          |          | 14'14"26   | 32         |          |              |
| 10000 m | Yonas Kifle    |          |          |            |            | 28:08.59 | non concluso |

| Gara   | Atleta             | Semifinali | Semifinali   | Finale | Finale |
| Gara   | Atleta             | Tempo      | Pos.         | Tempo  | Pos.   |
| ------ | ------------------ | ---------- | ------------ | ------ | ------ |
| 5000 m | Nebiat Habtemariam | 16'30".41  | non concluso |        |        |